# Oumar Loum
Oumar Loum (* 31. Dezember 1973) ist ein ehemaliger senegalesischer Sprinter, der sich auf die 200 Meter spezialisiert hat. Er nahm dreimal an den Olympischen Spielen teil und erreichte nie das Finale.
Seine persönliche Bestleistung liegt bei 20,21 Sekunden, die er 2000 in Mexiko-Stadt erzielte.